# Flin Flon (circonscription électorale)
Pour les articles homonymes, voir Flin Flon.
Circonscription électorale provinciale du Canada
Flin Flon est une circonscription électorale provinciale du Manitoba (Canada).

## Liste des députés
| Flin Flon | Flin Flon              | Flin Flon | Flin Flon      | Flin Flon   | Flin Flon |
| Nom       | Nom                    | Parti     | Mandat         | Législature |           |
| --------- | ---------------------- | --------- | -------------- | ----------- | --------- |
|           | Francis Bud Jobin (en) | Lib-Prog  | 1958 - 1959    | 25e         |           |
|           | Charles Witney (en)    | Prog-Cons | 1959 - 1962    | 26e         |           |
|           | Charles Witney (en)    | Prog-Cons | 1962 - 1966    | 27e         |           |
|           | Charles Witney (en)    | Prog-Cons | 1966 - 1969    | 28e         |           |
|           | Thomas Barrow (en)     | NPD       | 1969 - 1973    | 29e         |           |
|           | Thomas Barrow (en)     | NPD       | 1973 - 1977    | 30e         |           |
|           | Thomas Barrow (en)     | NPD       | 1977 - 1981    | 31e         |           |
|           | Jerry Storie (en)      | NPD       | 1981 - 1986    | 32e         |           |
|           | Jerry Storie (en)      | NPD       | 1986 - 1988    | 33e         |           |
|           | Jerry Storie (en)      | NPD       | 1988 - 1990    | 34e         |           |
|           | Jerry Storie (en)      | NPD       | 1990 - 1995    | 35e         |           |
|           | Gerard Jennissen       | NPD       | 1995 - 1999    | 36e         |           |
|           | Gerard Jennissen       | NPD       | 1999 - 2003    | 37e         |           |
|           | Gerard Jennissen       | NPD       | 2003 - 2007    | 38e         |           |
|           | Gerard Jennissen       | NPD       | 2007 - 2011    | 39e         |           |
|           | Clarence Pettersen     | NPD       | 2011 - 2016    | 40e         |           |
|           | Tom Lindsey            | NPD       | 2016 - 2019    | 41e         |           |
|           | Tom Lindsey            | NPD       | 2019 - 2023    | 42e         |           |
|           | Tom Lindsey            | NPD       | 2023 - présent | 43e         |           |